# Харіс
Харіс, також Сегін, Сегінус (γ Волопаса, γ Boötis) — хімічно пекулярна зоря спектрального класу
A7 й має  видиму зоряну величину в смузі V приблизно  3,0.
Вона  розташована на відстані близько 85,2 світлових років від Сонця.

## Фізичні характеристики
Зоря досить швидко обертається навколо своєї осі.
Проєкція її екваторіальної швидкості на промінь зору (Vsin(i)) становить 128 км/сек.